# Свети Атанасий (Харманкьой)
Вижте пояснителната страница за други значения на Свети Атанасий.
„Свети Атанасий“ (на гръцки: Ναός Αθανασίου Ευόσμου) е възрожденска църква в солунския квартал Харманкьой (Евосмос), Гърция, част от Неаполската и Ставруполска епархия. Обявена е за паметник на културата.
Църквата е сравнително малка трикорабна базилика, без нартекс, с трем на юг, датирана на основа на косвени данни във второто десетилетие на XIX век – в 1812 или около 1816 – 1817 година. В храма има надпис с годината 1819. Храмът има запазени дърворезбовани църковни мебели и малка колекция от икони – предимно иконостасни и няколко преносими, и добре илюстрира църковната архитектура на християнските села в Солунското поле.
В 1983 година църквата е обявена за паметник на културата.